# مجالس جهانگیری
مجالس جهانگیری گزارشی از مجالس شبانه جهانگیرشاه گورکانی است. عبدالستار بن قاسم لاهوری این مجالس، که از ۲۴ رجب ۱۰۱۷ الی ۱۹ رمضان ۱۰۲۰ هجری قمری (۲۴ اکتبر ۱۶۰۸–۱۵ نوامبر ۱۶۱۱ میلادی) در بر می‌گیرد، را شرح و تفصیل داد و زمانی که جهانگیرشاه تصمیم گرفت خاطراتش را در قالب توزک جهانگیری تألیف کند، به کار خود پایان داد.
این اثر به ۱۲۲ فصل (در نسخه، ۲۷۸ صفحه) تقسیم شده‌است که بیانگر گزارش‌های تاریخ است. نویسنده در هر فصل آن تاریخ برگزاری مجلس را هم بر حسب عهد هجری قمری و هم بر حسب سال سلطنت جهانگیر قید کرده. طول فصل‌ها متفاوت است. مجموعه‌های بسیار کوتاهی وجود دارند که تنها شامل یک موضوع جزئی هستند، در حالی که مجموعه‌های دیگر با طیف وسیع‌تری از موضوعات سروکار دارند. در این مجالس، مکالمه معمولاً بدون هیچ ارتباط آشکاری از موضوعی به موضوع دیگر منتقل می‌شود.
یک نسخه MS از مجالس جهانگیری در پاکستان به صورت خصوصی نگهداری می‌شود. محل نگهداری آن پس از مرگ خلیل الرحمن داوودی، مالک لاهوری کتاب، در سال ۲۰۰۲ مشخص نیست. این نسخه خطی در قرن دوازدهم هجری قمری به نستعلیق هندی نوشته شده و شامل ۱۹۷ برگه است. نسخه خطی کامل نیست. قسمت‌هایی از فصل ۱۰۹ تا فصل ۱۱۸ وجود ندارد.
در بخش‌هایی از این کتاب به مناظرهٔ یسوعی‌ها و مسلمانان اختصاص دارد.